# Ziaran
Ziaran (în persană زیاران) este un oraș din Iran.